# カドキーの戦い
カドキーの戦い（カドキーのたたかい、英語：Battle of Khadki, マラーティー語：खडकीची लढाई）は、にインドのカドキー（現アウランガーバード）において、イギリス東インド会社とマラーター王国との間に行われた第三次マラーター戦争の戦闘。

## 戦闘に至る経緯
第二次マラーター戦争終結後、1817年6月にイギリスはマラーター王国宰相バージー・ラーオ2世に対し、マラーター同盟を実上解体させるに等しいプネー条約を締結させた。
バージー・ラーオ2世はこの条約に渋々調印したが、イギリスと再び戦端を開くことを考えるようになり、密かに兵員を招集するようになった。

## 戦闘とその後の経過
11月5日、ついにマラーター王国軍はイギリス駐在官邸（マウントステュアート・エルフィンストーンの邸宅）のあるプネー近郊のカドキーを攻撃した。
マラーター王国軍はバープー・ゴーカレーを主将に、モーロー・パント・ディークシト、アーナンド・ラーオ・バーバル、ヴィッタル・ラーオ・ヴィンチューカル、ゴーヴィンド・ラーオ・ゴールパデー、ヤシュワント・ラーオ・ゴールパデー、トリンバク・ラーオ・レートレーカル、シャイフ・ミーラージュ、バヒルジー・シータレー、アッパー・デーサーイー・ニパーンカル、ナロー・パント・アープテー、ヴァマン・ラーオ・ラーステー、チンターマン・ラーオ・パトワルダンなどの将軍が率いていた。これらの将軍はそれぞれ騎兵・歩兵を保持していたが、砲兵隊はラクシュマン・ラーオ・パーンシェーが率いていた。この軍勢は騎兵20,000人、歩兵8,000人、大砲28門で構成されていた。
一方、マラーターの大軍に対してイギリス軍は3,000人だった。この軍勢は騎兵2,000人、歩兵1,000人、大砲8門で構成され、そのうちヨーロッパ兵は現地兵（シパーヒー）の10分の1であった。
まず、ヴィッタル・ラーオ・ヴィンチューカル率いる別働隊がエルフィンストーンの邸宅を襲撃した。だが、エルフィンストーンはすでに逃げ、カドキーの軍勢と合流しており、無駄であった。その後、彼らはイギリスのすべての兵舎を燃やした。これに対し、キャプテン・フォードが攻撃をかけ、マラーターの軍勢は押され気味となった。このとき、イギリスの一隊が攻撃に夢中となり本体と離れ、バープー・ゴーカレーは騎兵6,000人を以て攻撃をかけた。だが、ブル大佐がこれに対して攻撃するように命じ、マラーター軍の騎兵は混乱し、突撃はされた。その後、マラーター軍は500人の死傷者を出して壊走し、イギリス軍の勝利が決まった。そして、イギリス軍はその勢いのまま、11月17日にプネーにある宰相の宮殿シャニワール・ワーダーを占拠した。